# 2 Jennifer
2 Jennifer es una película de terror de 2016 que fue escrita y dirigida por Hunter Johnson, que además protagoniza el film. La película es una secuela de James Cullen Bressack's To Jennifer y Johnson interpreta a un joven adulto intentando crear una secuela de la película de 2013.

## Sinopsis
Spencer quiere crear una secuela de una de sus películas de terror favoritas, To Jennifer, y tiene la esperanza de que al hacerlo se iniciará su carrera como director de cine. Como tal, está interpretando a uno de los personajes principales de la película y quiere encontrar a la mujer perfecta para servir como personaje principal de la misma, incluso yendo tan lejos como para insistir en que sólo se consideren actrices que se denominan Jennifer. Sin embargo, al encontrar a su perfecta Jennifer y comenzar el rodaje, la percepción de la realidad de Spencer se vuelve más y más tenue.

## Reparto
| Actor                 | Personaje        |
| --------------------- | ---------------- |
| Hunter Johnson        | Spencer          |
| David Coupe           | Mack             |
| Lara Jean Mummert     | Jennifer         |
| Felissa Rose          | Jennifer Smith   |
| Erin Marie Hogan      | Jennifer Johnson |
| Veronica Ricci        | Jennifer Martin  |
| Jody Barton           | Jody             |
| James Cullen Bressack | James            |
| Jarrett Furst         | Jarrett          |
| Josh Brown            | Josh             |
| Charles Chudabala     | Charlie          |
| Matt Holbrook         | Dennis           |
| Chrissy Cannone       | Susan            |
| Marv Blauvelt         | Thumper          |
| Erin Killean          | Jennifer Corby   |

## Recepción
Starburst escribió una crítica favorable a la película, y sintieron que "Es refrescante tener una obra de una secuela tan bien hecha y de que en realidad no es esencial que uno haya visto el original. En última instancia, es un viaje más agradable que la primera, con un pago que embala absolutamente un golpe".
En contraste, Dread Central crítico 2 Jennifer, declarando que "Los aficionados de tabaco de ganga comerán este derecho, pero para este muchacho, yo prefiero mantener mi vista en un terreno llano... sólida planta, estable, no inestable."